# Анри Фантен-Латур
Анри Фантен—Латур (фр. Henri Fantin-Latour; Гренобл, 14. јануар 1836 — Бире, 25. август 1904) је био француски сликар и графичар на прелазу између реализма и романтизма. И поред тога што је у Паризу припадао кругу импресиониста остаје доследан традицијама реалистичног сликарства. Сликао је портрете сликара и песника париске авангарде и бројне аутопортрете. Такође је сликао мртве природе, посебно слике цвећа где се угледао на сликарство Курбеа. Значајне су и његове идеализујуће слике инспирисане Вагнеровим делима.